# Administración en salud

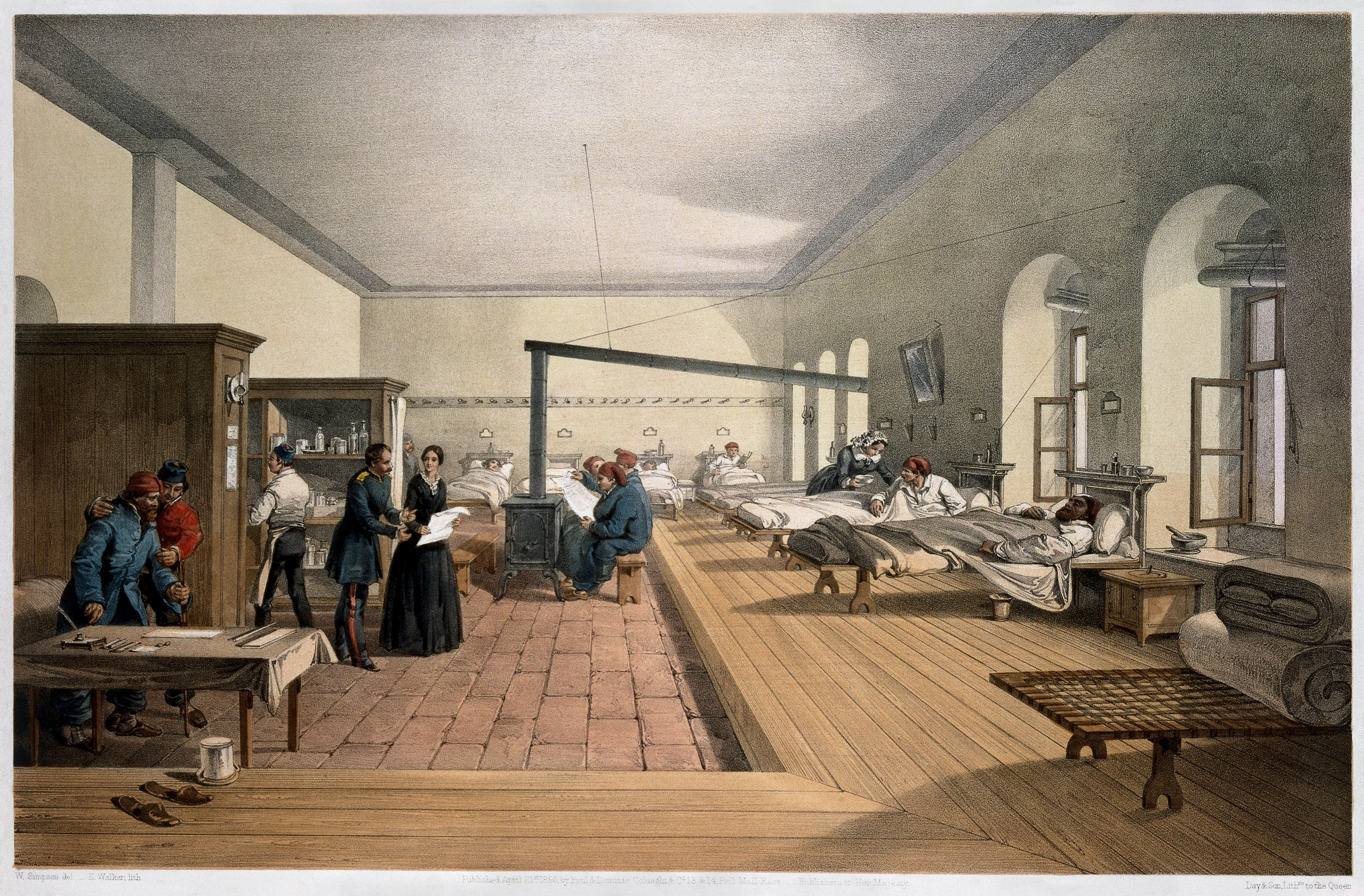
Colecciones iconográficas. Palabras clave: E. Walker; Florence Nightingale; W.J. Simpson.

La administración en salud (también, administración sanitaria, gerencia en salud, gestión sanitaria, gestión clínica, administración de empresas de salud, administración de servicios de salud y gerencia de servicios de salud) es la ciencia social y técnica relacionada con la planificación y organización, dirección y control de las empresas públicas y privadas del sector salud, medio ambiente, recursos naturales, saneamiento básico urbano y rural, innovación tecnológica, mediante la optimización de recursos financieros, tecnológicos y humanos. En otras palabras, la administración en salud es la administración de empresas aplicada a las empresas proveedoras de bienes y servicios de salud - sanitarios y ambientales, que contribuyan al mantenimiento o restablecimiento en la salud de las personas usuarias, a quienes -dentro del establecimiento de salud- se les denominan clientes o pacientes, así como del desarrollo sostenible.
Se destaca la tecnología en saneamiento ambiental como base para la administración en salud.
La formación en administración en salud debe adaptarse a las necesidades del sector. Quien se forme en esta disciplinadebe tener la capacidad académica, la autonomía, los valores y la visión acorde con la empresa que dirija para optimizar sus recursos materiales, económicos, humanos, tecnológicos y el conocimiento.

## Campo laboral
Los profesionales de la administración en salud laboran principalmente en las áreas gerenciales y directivas de las instituciones vinculadas al campo de la salud. El mayor rango de un administrador en salud equivale al de un gerente general, dentro de una empresa del sector salud. Los administradores en salud se especializan en la administración de áreas funcionales de empresas de salud; tales como operaciones, marketing de servicios de salud, gestión financiera y costos en salud, logística de medicamentos e insumos, gestión del talento humano, gestión de la calidad, gestión de camas hospitalarias, gestión de riesgos y seguros en salud, entre otras especializaciones. Otros tipos de especializaciones son aplicadas a los tipos de establecimientos de salud que se administra, tales como administración de clínicas y administración de hospitales.

### Sector privado
- Clínicas dentales
- Clínicas médicas
- Compañías de seguros
- Empresas de comercialización de materiales y equipos para la salud
- Empresas de consultoría y asesoría para la gerencia en salud
- Entidades prestadoras de salud (EPS)
- Instituciones médicas especializadas
- Laboratorios clínicos
- Laboratorios farmacéuticos

### Sector público
- Centros de salud
- Hospitales
- Institutos Nacionales de Salud
- Ministerios de Salud Pública
- Seguridad Social en Salud
- Servicio Nacional de Salud

## Educación
La Administración en Salud se suele estudiar en Facultades de Administración de Empresas o, en algunas instituciones, en Facultades de Salud Pública. Aunque la mayoría de administradores en salud han sido previamente profesionales de la salud, este no es un requisito indispensable. Esta profesión se ofrece a nivel mundial en programas de Licenciatura, Especialidad Médica, Diplomado, Maestría y Doctorado.
Esta es una lista de universidades e instituciones de educación superior de América Latina que ofrecen la Licenciatura en Administración en Salud:
- Saint Leo University (St. Leo College)
- Universidad de Ciencias Empresariales y Sociales (UCES)
- Universidad Nacional Arturo Jauretche (UNAJ)
- Universidad del Aconcagua (UDA)
- Universidad Nacional del Litoral (UNL)
- Universidad Pedagógica y Tecnológica de Colombia (UPTC)
- Universidad de Antioquia (UdeA)
- Fundación Universitaria de Ciencias de la Salud (FUCS)
- Fundación Universitaria Compensar
- Universidad de Córdoba (Unicórdoba)
- Universidad Francisco de Paula Santander (UFPS)
- Corporación Unificada Nacional de Educación Superior (CUN)
- Institución Universitaria Antonio José Camacho (UNIAJC)
- Universidad de la Costa (CUC)
- Universidad Nacional Abierta y a Distancia (UNAD)
- Instituto Tecnológico y de Estudios Superiores de Monterrey (ITESM)
- Universidad de las Américas Puebla (UDLAP)
- Universidad Tecnológica Latinoamericana en Línea (UTEL)
- Universidad Peruana Cayetano Heredia (UPCH)
- Universidad San Ignacio de Loyola (USIL)
- Universidad Estatal a Distancia (UNED)
- Universidad Galileo de Guatemala (UG)